# Przewrót 9 thermidora

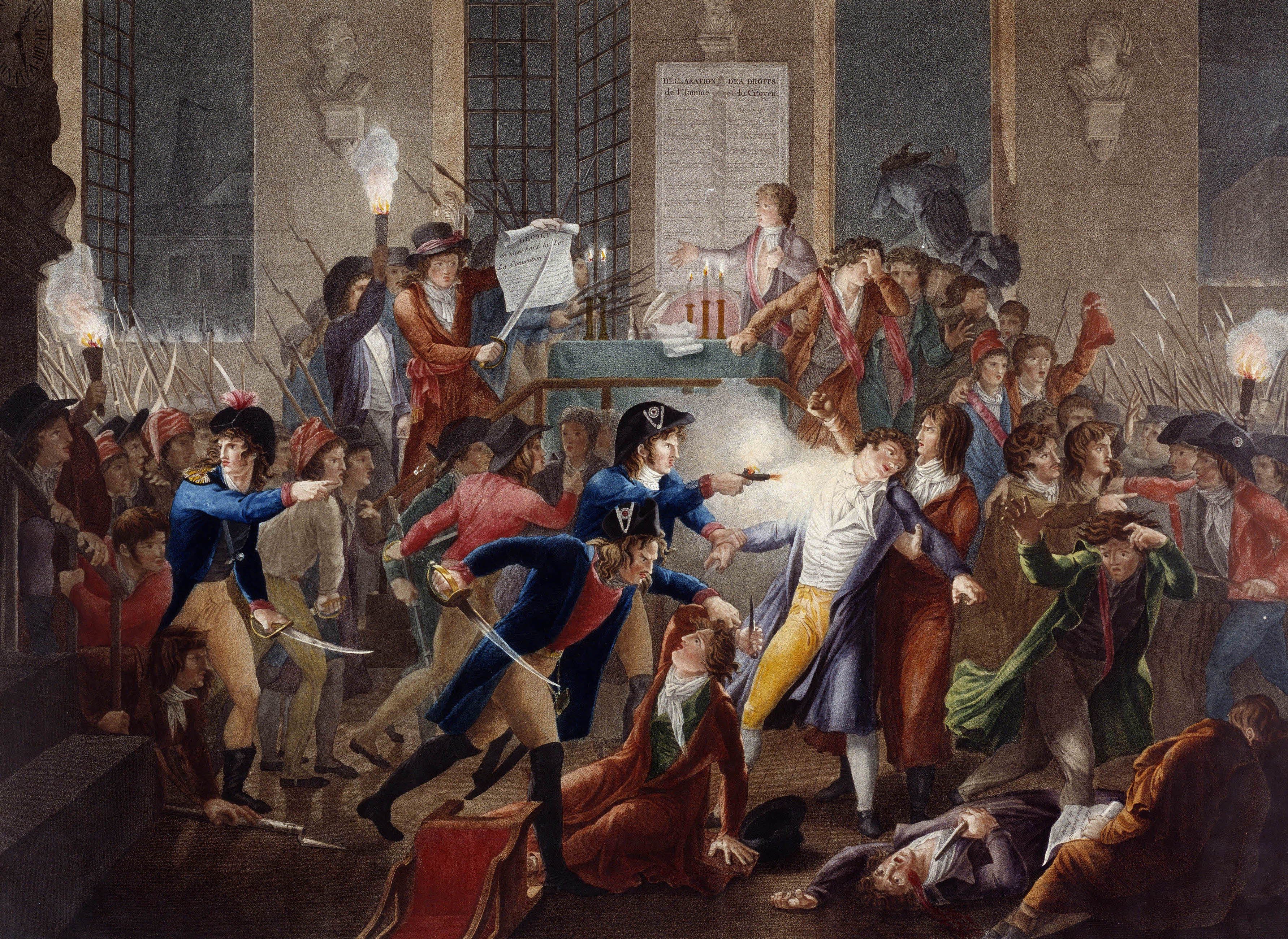
Przewrót 9 Thermidora roku II

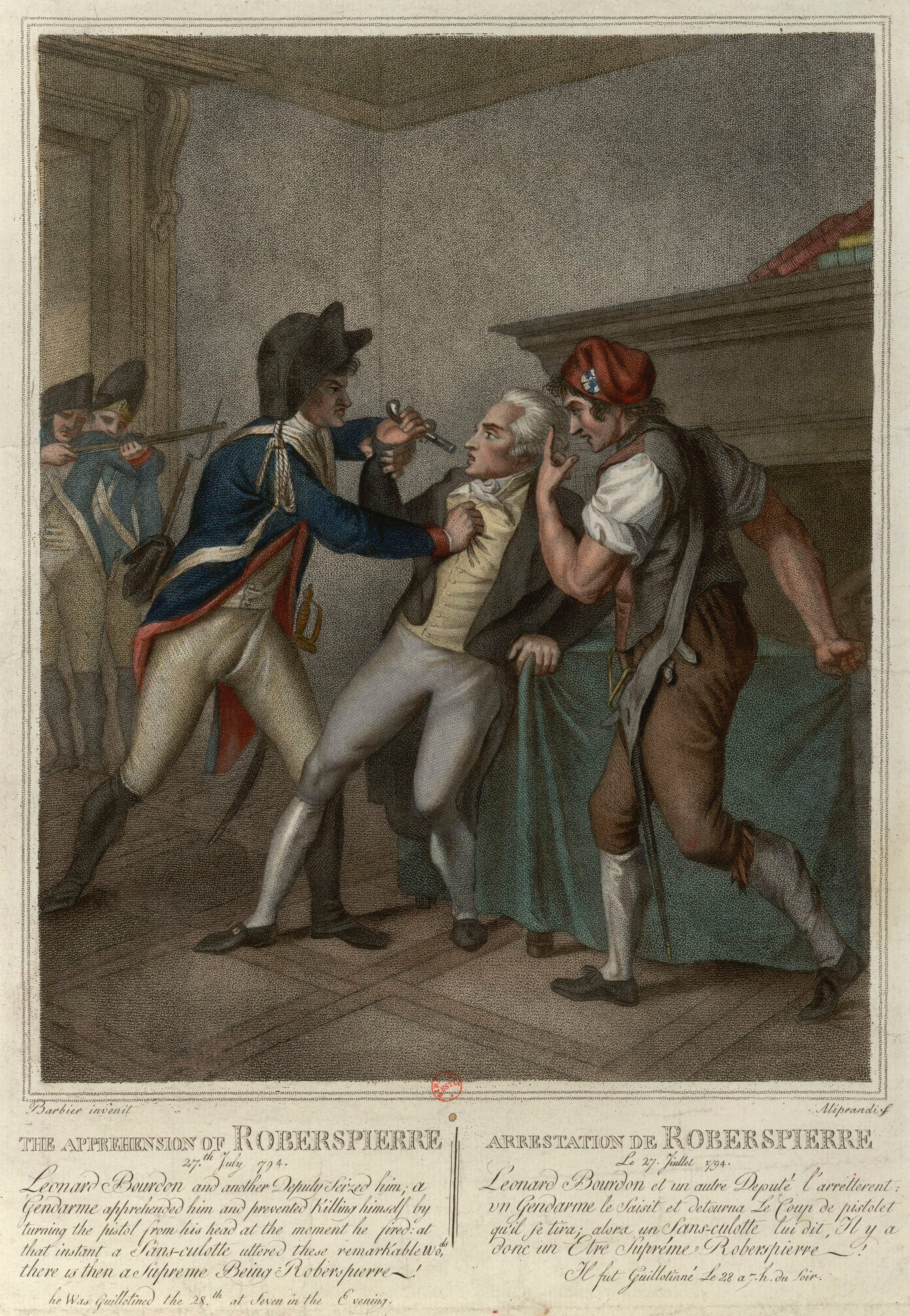
Aresztowanie Robespierre’a

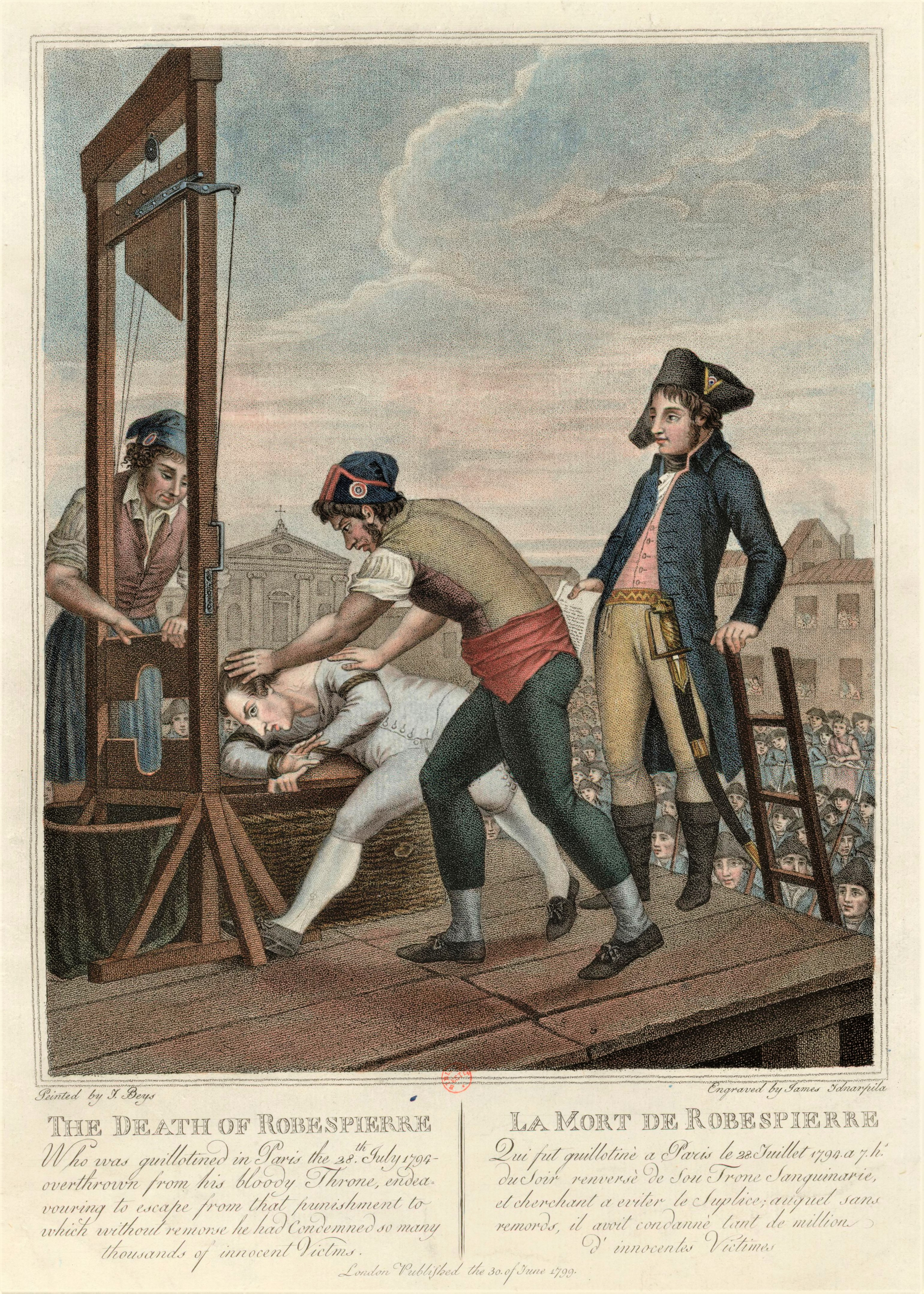
Egzekucja Robespierre’a

Przewrót 9 thermidora – przewrót 9 thermidora roku II według francuskiego kalendarza rewolucyjnego (czyli 27 lipca 1794), w wyniku którego Maximilien de Robespierre i jego zwolennicy zostali obaleni przez większość w Konwencie Narodowym.

## Przyczyny przewrotu
Wojna z Austrią i Prusami, słabe zbiory w latach 1792–1793 jak również szerząca się spekulacja stanowiły trudność dla gospodarki. Zwalczając opozycję i doprowadzając do egzekucji hebertystów i dantonistów jakobini stracili istotną część poparcia ludu Paryża. Terror wprowadzony na początku czerwca 1794 budził powszechne niezadowolenie – część jakobinów domagała się jego zakończenia, tymczasem skrzydło ultraradykalne żądało jeszcze większej eskalacji przemocy wobec „pozostałości po ancien régime”. W samym Komitecie Ocalenia Publicznego dochodziło do poważnych sporów między ultraradykałami, grupą Robespierre’a oraz umiarkowanymi.

## 8 thermidora
Robespierre, chory i czujący obniżenie swojej pozycji, zdecydował się na otwarty atak w Konwencie. Wygłosił wielką mowę, w której padały liczne oskarżenia o korupcję, marnotrawienie rządowych pieniędzy, wreszcie zdradę ideałów rewolucyjnych. Nie padły jednak prawie żadne nazwiska. Początkowo wrażenie wśród deputowanych było ogromne, a parlament uchwalił druk i ogólnokrajowe rozpropagowanie mowy. Jedynie deputowany Pierre Joseph Cambon, jeden z nielicznych wskazanych w przemówieniu z imienia i nazwiska, postanowił się bronić. Wygłoszona przez niego polemika była początkiem burzy. Kolejni posłowie domagali się od Robespierre’a wskazania konkretnych winowajców albo odwołania oskarżeń. Jednak „nieprzekupny” (jedno z określeń Robespierre’a) do końca posiedzenia odmawiał skonkretyzowania swoich oskarżeń, nawet gdy Konwent odwołał przyjęte chwilę wcześniej zarządzenie o druku przemówienia.
Robespierre powtórzył tę samą mowę w klubie jakobinów, zmieniając jednak jej zakończenie na bardziej pesymistyczne. Prosił obecnych na sali klubistów, by „bronili jego pamięci” i zapowiadał swój rychły koniec. Niektórzy historycy upatrują w tym chęć wycofania się z polityki. Inni wskazują, iż Robespierre często w swoich wcześniejszych wystąpieniach budował napięcie psychiczne, mówiąc o swojej śmierci z rąk sił kontrrewolucyjnych.

## 9 thermidora
Wystąpienie Robespierre’a wywołało gwałtowną mobilizację wśród jego wrogów, a także doprowadziło do ostatecznego uformowania się sojuszu umiarkowanych z radykałami. Według historyka Alberta Mathieza powstała tym samym koalicja tych, którzy bali się Robespierre’a z powodów ideologicznych (zarówno prawe skrzydło Konwentu Narodowego, jak i ultralewica) oraz deputowanych skorumpowanych i obawiających się za to odpowiedzialności.
9 thermidora rano Jean-Lambert Tallien przerwał mowę Saint-Justa po dwóch zdaniach i zapowiedział „rozdarcie zasłony” nad tyranią. Kolejni spiskowcy zmieniali się na trybunie (przemawiali między innymi Marc Vadier i Jacques Nicolas Billaud-Varenne), zaś przewodniczący obradom Jean-Marie Collot d’Herbois nie dopuszczał Robespierre’a do głosu. Jednak dopiero mało znany deputowany Louchet odważył się, wśród powszechnego tumultu, postawić wniosek o aresztowanie Robespierre’a, Saint-Justa, Georgesa Couthona oraz Augustina Robespierre’a, do których dobrowolnie dołączył Philippe Le Bas. Wniosek przeszedł przez aklamację.
Lud Paryża wystąpił jednak przeciwko decyzji Konwentu. Aresztowani, rozwiezieni do różnych więzień, zostali z nich uwolnieni i przeniesieni triumfalnie do ratusza. Wszyscy oczekiwali od Robespierre’a, by stanął na czele insurekcji, jednak ten wahał się i dopiero około północy podpisał dekret wzywający do broni. Było już jednak za późno – grupa straży Konwentu wdarła się do ratusza i aresztowała obecnych. Robespierre został odwieziony do Conciergerie z raną po prawej stronie szczęki. Pochodzenie tej rany pozostaje przedmiotem sporów – z jednej strony żandarm Charles-André Merda utrzymywał, że to on postrzelił „tyrana”, co pasowałoby do ogólnie brutalnego zachowania strażników (Couthon zrzucony ze schodów, zmasakrowana twarz Hanriota). Z drugiej strony istniały opinie, iż Robespierre nie chciał oddać się żywy w ręce swoich wrogów, lecz jego próba samobójcza została w ostatniej chwili udaremniona.

## 10 thermidora
Wszyscy aresztowani deputowani zostali uznani za wyjętych spod prawa i w związku z tym straceni bez sądu, po zwykłym ustaleniu tożsamości. Razem z Robespierre’em na placu Rewolucji zgilotynowano dalsze 21 osób, a w dniach następnych kolejnych 70 podejrzanych o sympatyzowanie z obalonym rządem.